# Bassia
Genre
Classification phylogénétique
Bassia est un genre végétal de la famille des Chenopodiaceae ou des Amaranthaceae selon la classification phylogénétique. Il comporte 26 espèces d'arbustes densément ramifiés, annuels ou vivaces, originaires d’Asie, mais maintenant présents dans les parties chaudes et tempérées de l'hémisphère Nord. Certaines sont cultivées pour leur feuillage coloré. Les feuilles sont généralement étroites et à bords lisses, et les fleurs sont normalement des épis peu voyants. Les fruits sont des akènes (fruits à graine unique, petits, secs). Les plantes sont toxiques pour le bétail et produisent des composés aptes à inhiber la croissance des plantes voisines.

## Espèces
- Bassia albescens
- Bassia americana
- Bassia birchii
- Bassia brachyptera
- Bassia butyracea
- Bassia calcarata
- Bassia curtisii
- Bassia djave
- Bassia eriacantha
- Bassia hirsuta
- Bassia indica
- Bassia lanicuspis
- Bassia latifolia, syn. Bassia longifolia
- Bassia paradoxa
- Bassia parkii
- Bassia prostrata
- Bassia scoparia syn. Kochia scoparia, Kochia trichophylla
- Bassia stellaris